# Coração de Plutão

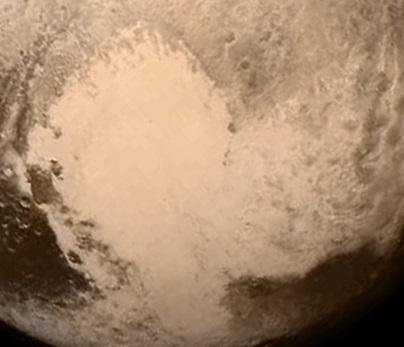
Fotografia do Coração tirada pela New Horizons. A região negra á esquerda foi nomeada Cthulhu e a região á direita Krun

A Tombaugh Regio, apelidada de Coração de Plutão, é uma característica na superfície do planeta anão Plutão. Uma grande região de cor clara de aproximadamente 1.590 km de diâmetro, que foi apelidada de "coração" de Plutão pela NASA e pela mídia.
A região foi identificado pela primeira vez na imagem inicial de Plutão enviada após a sonda New Horizons se recuperar de uma anomalia. A NASA inicialmente se referiu a ele como um "coração" em referência a sua forma geral.  Em 15 de julho de 2015, a região foi nomeada "Tombaugh Regio" pela equipe de New Horizons em honra do astrônomo Clyde Tombaugh, o descobridor de Plutão, regio significa "região" em Latim. No entanto, a NASA continua a usar o apelido informal de "o coração" para se referir à região. A aprovação da União Astronômica Internacional (IAU) é necessária para que o nome "Tombaugh Regio" se torne oficial.
Posteriormente, os dados recolhidos indicavam que cada um dos dois lóbulos do coração são características geológicas distintas que compartilham a cor clara. O lado esquerdo do coração é mais suave do que o lado direita. Inicialmente pensava-se que no lado esquerdo houvesse um grande cratera cheia de neve de hidrogênio. Os pontos brilhantes na região foram inicialmente especulados como picos de montanhas. Fotos lançadas em 15 de julho de 2015, revelaram montanhas com mais de 3.550m feitas de gelo de água no local; as fotos também não revelaram crateras nesta região, sugerindo que pelo menos parte do "coração" tenha, pelo menos, 100 milhões de anos e, portanto, é provável que Plutão seja geologicamente ativo.
O local tinha sido identificado como um ponto brilhante desde seis décadas antes do voo rasante da New Horizons, pois era impossível a imagem ter resolução suficiente para determinar a sua forma.
Algumas pessoas acham que o local também se parece com a personagem da Disney Pluto, cujo nome significa Plutão.
Dentro da grande região do Coração, há uma área no qual recebe o nome em homenagem ao primeiro satélite brasileiro enviado ao espaço, o Satélite de Coleta de Dados 1 (SCD-1), as cinco colinas localizadas ao centro esquerdo da Tombaugh Regio, na região interna Sputnik Planum, possui nomenclatura como “Colina Coleta de Dados”.

Localização da Colina Coleta de Dados no globo de Plutão. Crédito: © NASA/JHUAPL/SwRI